# Louiza Abouriche
Louiza Abouriche, född 4 april 2003, är en algerisk karateutövare. Hon tävlar för klubben JS Freha.

## Karriär
Vid afrikanska juniormästerskapen 2020 i Tanger tog Abouriche guld i 53 kg-klassen. Vid U21-VM 2021 i Konya tog hon guld i 55 kg-klassen.
Under 2022 tog Abouriche guld i 55 kg-klassen vid medelhavsspelen i Oran, silver vid Islamic Solidarity Games i Konya samt guld i lagtävlingen vid afrikanska mästerskapen i Durban och silver individuellt.
Under 2023 tog Abouriche guld i 55 kg-klassen vid panarabiska spelen i Alger samt guld i lagtävlingen vid afrikanska mästerskapen i Casablanca och silver individuellt. Vid afrikanska spelen 2023 i Accra, som arrangerades 2024, tog Abouriche guld i 55 kg-klassen.